# Villafranca (Messina)

Localització de Villafranca.

Villafranca (italià: Villafranca Tirrena), també anomenat localment Bàusu, és un municipi italià, dins de la ciutat metropolitana de Messina. L'any 2007 tenia 9.023 habitants. Limita amb els municipis de Messina i Saponara.

## Administració
| Període | Identitat               | Partit        |
| ------- | ----------------------- | ------------- |
| 2007-   | Pietro Giovanni La Tona | Llista cívica |